# Српско војничко логорско позориште „Африка” у Лазуазу
Српско војничко логорско позориште „Африка” у Лазуазу било је највеће и најорганизованије позориште српске војске у Северној Африци, током Првог светског рата. Позориште је одиграло важну улогу у часовима неспокојства, депресије и носталгије код ратника, заробљеника и болесних лечених у логору Лазуаз у Тунису. Имајући у виду да је у окупираној Србији у то време потпуно замро позоришни живот, „сламка спасења” било је Српско војничко логорско позориште „Африка”, које је у најтежим данима изгнанства, успешно неговало српску културу кроз у најтежа ратна времена, „и тако сачувавало континуитет рада српског позорја.” Његов значај огледао се и у томе што је позоришну културу успешно промовисало и приближило публици нанавикнутој на ту врсту културе и на позоришну сцену увело и едуковало бројне аматере.
Било као његови градитељи, гледаоци или глумци (спремајући представе) српски војници су у овом позоришту бар на кратко могли да забораве на свакодневне страхоте рата и сва страдања албанске голготе, и тако се присете живота у својој домовини.

## Оснивање позоришта - „зимска сцена”
Са опоравком српских војника у Лазуазу, у њима су се будиле и духовне потреба: радне, верске, културне. Тако се зачела и идеја да се, по угледу на Западни фронт у Европи у Лазуазу, оснује војничко логорско позориште. За реализацију идеје био је одређен глумац Димитрије Гинић, који је после лечења на оству Виду евакуисан на лечење у болницу у Сиди Абдалаху, а потом на коначни опоравак као реконвалесцент у болницу у логору Лазуаз.
Из болница и рехабилитационих центара у Лазуазу, Гинића је, као будући редитељ позоришта, окупио око себе професионалне глумце Андрију Ћурчића, Душана Животића, Душана Раденковића, Косту Јованесковића, Александра Златковића, Душана Цветковић и Душана Бурзу (са великим фондом научених улога и глумачким искуством), и већи број војника аматера (студената, ђака) питомаца Скопске подофицирске школе, декоратера, занатлија, сликара.
За потребе позоришта, сала и импровизована позорница саграђена је у једној од барака у логору. Тако је настала „зимска сцена” у којој су извођени краћи колаж-програми, и „такорећи из ничега” стварани репертоар, декор, костими. Љубав према позоришту брзо је захватила цео логор, па је сала са око 300 гледалаца већ код прве представе била тесна да прими све заинтересоване гледаоце. А та прва представа одиграна је на Васкрс 15. априла 1916. године. Била је то представа под називом „Хајдук Вељко” аутора Јована Драгашевића. Како је сала „зимске сцене”, због великог интересовања публике, била мала представа је изведена на отвореном простору.

## Летње позориште - амфитеатар
Након што је команда српске војске у Тунису увиђала све већи значај позоришта донета је одлука да се изгради велики амфитеатар позоришта у стилу оног у древној Картагини.
У оближњем каменолому ископан је камен тако да су радови одмицали невероватном брзином. За само 15 радних дана завршена је позорница и изграђена гардероба, а испред позорнице уређен је простор за оркестар. Следили су даљи радови и „за три месеца хиљаду војника – копача, клесара, зидара, бетонираца, тесара... саградило је своје позориште.” 
Позориште је било саграђено у полукружном облику и имало је озидано гледалиште са партером који је могао да прими 3.000 гледалаца, смештених у 34 реда који су се лепезасто ширили и уздизали. 
Ново летње позориште свечано је отворено на Петровдан 12. јула 1916. представом „Ђидо” аутора Јанка Веселиновића и Драгомира Брзака. Без сумње, Српско војничко логорско позориште „Африка” у Лазуазу било је најлепше позориште икада саграђено у ратним условима.

## Репертоар
На репертоару позоришта бло је 80 премијера, међу којима су најгледанији и најуспешнији комади, који су имали и највећи број реприза, били су: 
| Број реприза | Назив представе                                             |
| ------------ | ----------------------------------------------------------- |
| Осам         | Девојачка клетва, Бој на Косову, Ђидо и Школски надзорник   |
| Седам        | Хајдук Вељко, Артиљерија Рустикана, Женске сузе и Сви клече |
| Шест         | Јазавац пред судом и Моравка.                               |

Осим драмске екипе, позориште је на репертоару имало и наступе хорова и оркестра који су пратили поједине сцене или певања у позоришним комадима.

## Гостовања
Своју културну мисију позориште је проширило својим наступима и у другим местима у француским колонијама у северној Африци. Била су то гостовања у дворанама Бизерте, најчешће у Клубу друштва „Братство војника и морнара”, у позоришту у Тунису, Тинџи, у болницама у Сиди Абдалаху, Сиди Фаталаху, азилу Бен Негро, болници Сион, Кап Матифу…
Позоришне представе извођене су и у болницама, санаторијумима и лечилиштима широм Северне Африке са прилагођеним програмом за болеснике у болницама и за избеглице.

## Ансамбл позоришта
Позоришна екипа (драма, хор и оркестар) бројала је око 200 чланова – професионалаца и аматера. За све време рада кроз позориште је прошло укупно око 1.000 стваралаца. Једни су одлазили на фронт или у друге логоре, други долазили. Само се мањи број задржао од почетка до краја рада позоришта. 

## Костими, декор, импровизације
Недостатак правих костима и позоришне декорације, код њених актера рзвило је задивљујућу машту у изради декора и кулиса. Захваљујући војницима академским сликарима Јосифу Цару, Миодрагу Петровићу и Душану Васиљевићу Фиги и вајарима Илији Коларевићу и Добросаву Добри Богдановићу, увећан је број кулиса и декора који су осликавани углавном на шаторским крилима, а смислом за импровизацију обогаћена је колекција костима и реквизита.
Тако су:
| „ | Захваљујући инвентивности војника, ни из чега прављени ефектни костими. У позоришној радионици за потребе историјских комада прекрајане су старе војничке униформе, шињели, шаторска крила, ћебад. Од лимених конзерви (а њих је у кантини било на претек) прављене су круне, калпаци, шлемови, крљушти за оклопе. Шињели и кабанице припремани су за народне и костиме јунака тако што су прекрајани, бојени у јаке боје, а затим украшавани позлаћеним гајтанима и комадићима лима као шљокице. Под ноћним светлима све је блештало као да је од злата. Прекрајана је цивилна одећа од добровољаца из Америке. За оријенталне, грађанске и женске улоге реквизити и гардероба (сабље, чалме, фракови, цилиндри) позајмљивани су од имућнијих Арапа и Француза или је чак купована. Душан Цветковић израђивао је перике од кучина. | ” |

## Крај рада
Представом „Српска душа” од Жозефа де Грамона и Жоржа Монке а у режији Александра Златковића, праћеном хорским програмом и шаљивом тачком Андре Костића, позориште у Лазуазу свечано се опростило од своје верне публикесе 5. новембра 1918. године. Била је то 217. представа позоришта, која је изведена на дан док је Србија у Београду славила четврти дан у слободи.